# Pascal Chanteur
Pascal Chanteur (* 9. Februar 1968 in Saint-Denis, Region Île-de-France) ist ein ehemaliger professioneller französischer Radrennfahrer. Er war von 1991 bis 2001 mit einer Unterbrechung Profi.

## Karriere
Chanteur wurde 1991 Profi und ging im folgenden Jahr wieder zurück zu den Amateuren. 1993 startete er für das Chazal-Vetta-MBK Team. Er beendete seine Karriere 2001 beim Team Festina.
Nach seiner Profikarriere besaß er bis 2016 einen Fahrradladen in Bergerac.
Seit 2008 ist er Mitglied des Gemeinderates von Bergerac, verantwortlich für Sport und Freizeit.
Seit 2008 ist er Präsident der UNCP (Union nationale des cyclistes professionnels), einer Vereinigung von professionellen französischen Radfahrern. Er ist außerdem Vizepräsident des Nationalen Verbandes der Sportverbände und -gewerkschaften, eine Vereinigung für Fußballspielern, Rugbyspielern, Basketballspielern, Handballern und Radfahrern.

## Doping
2013 erschien sein Name in einem Bericht zu positiv getesteten Fahrern während der Tour de France 1998.

## Erfolge
1990
- Gesamtwertung und eine Etappe Tour de Wallonie
- Tour de la Somme

1993
- eine Etappe Tour Poitou-Charentes en Nouvelle-Aquitaine

1997
- Bordeaux-Cauderan
- eine Etappe Paris–Nizza

1998
- Valencia-Rundfahrt
- Grand Prix de Rennes
- Trofeo Laigueglia

1999
- La Côte Picarde

## Grand-Tours-Platzierungen
| Grand Tour            | 1993 | 1994 | 1995 | 1996 | 1997 | 1998 | 1999 | 2000 | 2001 |
| --------------------- | ---- | ---- | ---- | ---- | ---- | ---- | ---- | ---- | ---- |
| Giro d’ItaliaGiro     | –    | –    | –    | –    | –    | –    | –    | –    | –    |
| Tour de FranceTour    | 75   | 81   | –    | –    | 26   | 35   | 91   | 69   | 114  |
| Vuelta a EspañaVuelta | –    | –    | 85   | 21   | DNF  | 47   | –    | –    | –    |